# Los Musiqueros
Los Musiqueros es un grupo argentino de música infantil, folclórica y andina.
Su creación data del año 1985, en Buenos Aires, Argentina, y fue creado por Teresa Usandivaras, docente en un jardín de niños y música, Julio Calvo, flautista, e inventor de los instrumentos no convencionales que tocan ellos, y Tomás Nalson, otro músico y escritor. Más tarde, entraron al grupo Beto Caletti, un músico y compositor de música brasileña y Omar Montes, un violinista.
Es el grupo fundador del MOMUSI (Movimiento de Música para Niños) con María Teresa Corral, en 1997.

## Instrumentos "truchos"
"Los Musiqueros" tocan algunos instrumentos creados por Julio Calvo, y que son creados con materiales de reciclaje. Algunos de estos instrumentos no convencionales, llamados por ellos mismos como instrumentos "truchos", son:
- El Globinete :clarinete hecho con un Tubo de PVC y con globo de cumpleaños
- El "Tubinete": Un tubo de PVC, con hoyos que se toca como un clarinete
- El "Oleocordio" (Del latín oleum, aceite; y cordio, cuerda): Una lata de aceite con cuerdas hechas de ligas de hule, que se toca como guitarra
- El "Sweet banjo" (Del inglés "Sweet", que significa "Dulce"): Una especie de banjo, hecho con una lata de dulce de batata (de ahí el "Sweet"), una pata de una silla de madera y cuerdas.Creado por el violinista Omar Turco Montes
- El "Chancletófono" (Del regionalismo argentino "chancleta", sandalia, y la palabra griega φωνος, fonos, sonido): Es un conjunto de tubos de PVC percutidos con una chancleta. Es un instrumento de percusión.
- El "Bicordio" (del prefijo latino bis, 2, y cordio, cuerda): Es una caja de cigarros con 2 cuerdas, y se toca como un bajo. Al ser creado, en 1985 (año de la fundación del grupo) por Julio Calvo, se llamaba "unicordio", y era un violonchelo, hecho de cosas recicladas, pero al evolucionar, tuvo 2 cuerdas.[1]

Aparte de estos, también tocan otros instrumentos improvisados de objetos de la vida cotidiana, como pavas, latas, patos de hule, etcétera.

## Integrantes del grupo

### Fundadores
Son los que crearon a "Los Musiqueros".
- Teresa Usandivaras, voz.
- Julio Calvo, instrumentos de viento.
- Tomás Nelson, guitarras y compositor.

### Tardíos
Son los que integraron a "Los Musiqueros" más tarde, y forman el grupo que se conoce en la actualidad.
- Claudio Serulnikov,guitarra
- Beto Caletti, instrumentos de cuerda, compositor y voz.
- Omar Montes, violín.
- Pablo Spiller, guitarra.

## Discografía
- Con todos los ritmos (1993)
- Carí caracuá (1996)
- Canciones colgantes (2003)
- Pequeño romance de barrio (2005)
- Ronda (2011)